# ABBA: You Can Dance
ABBA: You Can Dance é um jogo de ritmo de dança para o Wii, desenvolvido e publicado pela empresa de jogos francesa Ubisoft. Foi lançado em 15 de novembro de 2011, na América do Norte, 24 de novembro de 2011 na Austrália e 25 de novembro de 2011 na Europa. O jogo é um spin-off da série Just Dance e apresenta 26 músicas do grupo pop sueco ABBA e inclui um "Modo Karaokê" que permite que 2 jogadores cantem via microfones USB.

## Jogabilidade
O jogo é baseado na franquia conceitual da Ubisoft, Just Dance, e usa um estilo de jogo muito semelhante à versão Wii de Michael Jackson: The Experience. Inclui um modo de jogo principal, onde os jogadores devem seguir os movimentos de um membro do grupo pop sueco ABBA ou personagem não ABBA. Também inclui um "Modo Mini Musical", que é um modo de história com seis músicas na mesma história. O jogo também inclui um "Modo Karaokê" que permite que 2 jogadores cantem junto com a letra por meio de microfones USB.

### Easter eggs
Várias imagens do logotipo do ABBA podem ser vistas em algumas das músicas:
- "Gimme! Gimme! Gimme! (A Man After Midnight)" - um pôster do álbum "ABBA: The Album" pode ser visto na parede no início da música.
- "As Good as New" - a dançarina está vestindo uma camisa com a capa do álbum "ABBA: The Album".
- "Honey, Honey" - um pequeno pôster do ABBA pode ser visto no lado feminino do palco.

## Lista
O jogo traz 26 músicas, todas do grupo pop sueco ABBA.
| Música                                        | Ano  |
| --------------------------------------------- | ---- |
| "Angeleyes"                                   | 1979 |
| "As Good as New"                              | 1979 |
| "Bang-A-Boomerang"                            | 1975 |
| "Dancing Queen"                               | 1976 |
| "Does Your Mother Know"                       | 1979 |
| "Fernando"                                    | 1976 |
| "Gimme! Gimme! Gimme! (A Man After Midnight)" | 1979 |
| "Head over Heels"                             | 1982 |
| "Hole in Your Soul"                           | 1977 |
| "Honey, Honey"                                | 1974 |
| "I'm a Marionette"                            | 1977 |
| "I Do, I Do, I Do, I Do, I Do"                | 1975 |
| "If It Wasn't for the Nights"                 | 1979 |
| "Knowing Me, Knowing You"                     | 1977 |
| "Lay All Your Love on Me"                     | 1981 |
| "Mamma Mia"                                   | 1975 |
| "Money, Money, Money"                         | 1976 |
| "People Need Love"                            | 1972 |
| "SOS"                                         | 1975 |
| "Summer Night City"                           | 1978 |
| "Super Trouper"                               | 1980 |
| "Take a Chance on Me"                         | 1978 |
| "Voulez-Vous"                                 | 1979 |
| "Waterloo"                                    | 1974 |
| "When I Kissed the Teacher"                   | 1976 |
| "The Winner Takes It All"                     | 1980 |

1. ↑  Também no Modo Mini Musical.
2. ↑  Tem duas coreografias.
3. ↑  Também em Just Dance Now/Unlimited.
4. ↑  Também em Just Dance 2018 via Just Dance Unlimited.
5. ↑  Também no Modo Mini Musical.
6. ↑  Também em Just Dance Now/Unlimited.
7. ↑  Também em Just Dance Now/Unlimited.
8. ↑  Também disponivel no Just Dance 2014.
9. ↑  Também em '"Just Dance Wii U.
10. ↑  Também no Modo Mini Musical.
11. ↑  Também em Just Dance Now/Unlimited.
12. ↑  Também no Modo Mini Musical.
13. ↑  Também no Modo Mini Musical.
14. ↑  Também em Just Dance Now/Unlimited.
15. ↑  Também em Just Dance Now/Unlimited.
16. ↑  Também em Just Dance Now/Unlimited.
17. ↑  Também em Just Dance Now/Unlimited.
18. ↑  Também no Modo Mini Musical.
19. ↑  Também em Just Dance Now/Unlimited.
20. ↑  Também em Just Dance Now/Unlimited.
21. ↑  Também em Just Dance Now/Unlimited.
22. ↑  Também em Just Dance Now/Unlimited.
23. ↑  Também em Just Dance Now/Unlimited.
24. ↑  Também em Just Dance Now/Unlimited.

## Recepção
Metacritic lista o jogo com uma pontuação agregada de 66 em 100.